# Bundesliga niemiecka w piłce siatkowej mężczyzn (2020/2021)
Bundesliga niemiecka w piłce siatkowej mężczyzn 2020/2021 (oficjalnie Deutsche Volleyball-Bundesliga Männer 2020/2021) − 47. sezon najwyższej siatkarskiej klasy rozgrywkowej w Niemczech (65. sezon mistrzostw Niemiec) zorganizowany przez Volleyball-Bundesliga pod egidą Niemieckiego Związku Piłki Siatkowej (Deutscher Volleyball-Verband). Zainaugurowany został 17 października 2020 roku.
W Bundeslidze w sezonie 2020/2021 uczestniczyło 11 drużyn. Ze względu na problemy finansowe z udziału z rozgrywek zrezygnowały trzy kluby: Heitec Volleys Eltmann, Hypo Tirol Alpenvolleys Haching oraz TV Rottenburg. Do Bundesligi ponownie dołączył młodzieżowy zespół VCO Berlin, z tym że uczestniczył wyłącznie w fazie zasadniczej.
Rozgrywki obejmowały fazę zasadniczą oraz fazę play-off składającą się z ćwierćfinałów, półfinałów oraz finałów, które wyłoniły mistrza Niemiec.
W sezonie 2020/2021 w Lidze Mistrzów Niemcy reprezentowały kluby Berlin Recycling Volleys oraz VfB Friedrichshafen, natomiast w Pucharze Challenge – Helios Grizzlys Giesen.

## System rozgrywek

### Faza zasadnicza
W fazie zasadniczej 11 drużyn rozgrywa ze sobą spotkania systemem „każdy z każdym – mecz i rewanż”. Do fazy play-off awans uzyskuje 8 najlepszych drużyn. Pozostałe drużyny kończą udział w rozgrywkach. VCO Berlin uczestniczy wyłącznie w fazie zasadniczej i nie podlega ostatecznej klasyfikacji.
Aby złagodzić konsekwencje pandemii COVID-19 podjęto decyzję, że żaden klub nie spadnie do 2. Bundesligi.

### Faza play-off
Ćwierćfinały

O mistrzowski tytuł grają drużyny, które po zakończeniu fazy zasadniczej zajęły w tabeli miejsca od 1 do 8. Ćwierćfinałowe pary tworzone są według klucza: 1-8; 2-7; 3-6; 4-5. Gospodarzami pierwszego spotkania są zespoły, które w fazie zasadniczej zajęły niższe miejsce, natomiast drugiego i potencjalnie trzeciego – te, które w fazie zasadniczej zajęły wyższe miejsce.
Półfinały

W półfinałach grają zwycięzcy z poszczególnych par ćwierćfinałowych. Pary półfinałowe powstają na podstawie miejsc z fazy zasadniczej, tj. pierwszą parę tworzą drużyna, która w fazie zasadniczej zajęła najwyższe miejsce spośród drużyn uczestniczących w półfinałach oraz ta, która zajęła najniższe miejsce, drugą parę – dwa pozostałe zespoły. Drużyny grają do dwóch wygranych meczów ze zmianą gospodarza po każdym meczu. Gospodarzami pierwszego spotkania są zespoły, które w fazie zasadniczej zajęły wyższe miejsce w tabeli.
Finały

O tytuł mistrzowski grają zwycięzcy w parach półfinałowych. Rywalizacja toczy się do trzech wygranych meczów ze zmianą gospodarza po każdym meczu. Gospodarzem pierwszego spotkania jest zespół, który w fazie zasadniczej zajął wyższe miejsce w tabeli.

## Drużyny uczestniczące
| | Bundesliga 2020/2021       |    |    |
| --- | -------------------------- | -- | -- |
| BER | Berlin Recycling Volleys   | 1  | LM |
| UVF | United Volleys Frankfurt   | 2  |    |
| FRI | VfB Friedrichshafen        | 3  | LM |
| HER | WWK Volleys Herrsching     | 5  |    |
| DÜR | SWD powervolleys Düren     | 6  |    |
| NKW | Netzhoppers KW-Bestensee   | 7  |    |
| LÜN | SVG Lüneburg               | 8  |    |
| GIE | Helios Grizzlys Giesen     | 10 | Ch |
| BÜH | Volleyball Bisons Bühl     | 11 |    |
| | Nowi uczestnicy            |    |    |
| HAC | TSV Unterhaching           | —  |    |
| | Awans z 2. Bundesligi Nord |    |    |
| VCO | VCO Berlin                 | 7  |    |
| Oznaczenia: - kolumna pierwsza – skróty nazw drużyn wpisane na mapie (jeśli ta została zamieszczona), - kolumna trzecia – miejsce zajęte przez daną drużynę w poprzednim sezonie. |                            |    |    |

Uwagi:
- W sezonie 2019/2020 ze względu na przedwczesne przerwanie rozgrywek z powodu szerzenia się zakażeń wirusem SARS-CoV-2 nie wyłoniono mistrza Niemiec. Klasyfikacja oparta została na tabeli z dnia 12 marca 2020 roku.
- Ze względu na problemy finansowe z udziału w Bundeslidze zrezygnowały trzy kluby: Heitec Volleys Eltmann, Hypo Tirol Alpenvolleys Haching oraz TV Rottenburg[2]. Po rozpadzie Hypo Tirol Alpenvolleys Haching licencję na grę w Bundeslidze otrzymał TSV Unterhaching[3].
- VCO Berlin startuje w Bundeslidze na specjalnych zasadach. Jako drużyna, której celem jest trenowanie młodzieży, startuje wyłącznie w fazie zasadniczej i nie podlega ostatecznej klasyfikacji.
- Niemiecki Związek Piłki Siatkowej postanowił, że o udziale w Lidze Mistrzów decydować będą osiągnięcia klubów w trzech ostatnich sezonach. Z tego powodu zgłoszone zostały kluby Berlin Recycling Volleys oraz VfB Friedrichshafen. Do Pucharu Challenge zgłosiła się jedynie drużyna Helios Grizzlys Giesen.

## Faza zasadnicza

### Tabela wyników
| Gospodarz \ Gość1        | BER | UVF | FRI | HER | DÜR | NKW | LÜN | GIE | BÜH | HAC | VCO |
| ------------------------ | --- | --- | --- | --- | --- | --- | --- | --- | --- | --- | --- |
| Berlin Recycling Volleys | -   | 3:0 | 1:3 | 3:2 | 3:0 | 3:1 | 3:2 | 3:0 | 3:0 | 3:0 | 3:0 |
| United Volleys Frankfurt | 3:2 | -   | 2:3 | 3:2 | 0:3 | 2:3 | 1:3 | 3:2 | 3:1 | 3:0 | 3:0 |
| VfB Friedrichshafen      | 3:0 | 3:0 | -   | 3:1 | 3:0 | 3:0 | 3:2 | 3:2 | 3:0 | 3:0 | 3:0 |
| WWK Volleys Herrsching   | 0:3 | 0:3 | 1:3 | -   | 1:3 | 3:0 | 3:0 | 3:0 | 3:1 | 3:0 | 3:1 |
| SWD powervolleys Düren   | 2:3 | 3:1 | 3:0 | 3:0 | -   | 3:2 | 3:0 | 3:0 | 3:0 | 3:0 | 3:1 |
| Netzhoppers KW-Bestensee | 1:3 | 3:0 | 0:3 | 2:3 | 0:3 | -   | 0:3 | 3:2 | 1:3 | 3:0 | 3:0 |
| SVG Lüneburg             | 0:3 | 3:0 | 1:3 | 3:2 | 1:3 | 2:3 | -   | 3:2 | 1:3 | 3:0 | 3:0 |
| Helios Grizzlys Giesen   | 2:3 | 2:3 | 0:3 | 1:3 | 3:2 | 1:3 | 3:2 | -   | 1:3 | 3:0 | 3:0 |
| Volleyball Bisons Bühl   | 3:1 | 3:1 | 0:3 | 0:3 | 0:3 | 1:3 | 0:3 | 2:3 | -   | 3:0 | 3:1 |
| TSV Unterhaching         | 0:3 | 0:3 | 1:3 | 0:3 | 0:3 | 1:3 | 1:3 | 1:3 | 1:3 | -   | 1:3 |
| VCO Berlin               | 0:3 | 0:3 | 0:3 | 1:3 | 0:3 | 0:3 | 0:3 | 0:3 | 0:3 | 2:3 | -   |

Źródło: Volleyball-Bundesliga (niem.)
1 Drużyna gospodarzy jest wymieniona po lewej stronie tabeli.
Kolory:
  zwycięstwo gospodarzy 3:0 lub 3:1
  zwycięstwo gospodarzy 3:2
  zwycięstwo gości 3:0 lub 3:1
  zwycięstwo gości 3:2

### Terminarz i wyniki spotkań
| Data       | Godz. | Gospodarz                | Rezultat                              | Gość                     | Widzów | MVP                |
| ---------- | ----- | ------------------------ | ------------------------------------- | ------------------------ | ------ | ------------------ |
| TYDZIEŃ 1  |       |                          |                                       |                          |        |                    |
| 17.10.2020 | 18:00 | Netzhoppers KW-Bestensee | 0:3 20:25, 23:25, 21:25               | VfB Friedrichshafen      | 200    | Linus Weber        |
| 17.10.2020 | 18:30 | Berlin Recycling Volleys | 3:0 25:22, 25:16, 25:23               | SWD powervolleys Düren   | 1000   | Julian Zenger      |
| 17.10.2020 | 19:00 | Helios Grizzlys Giesen   | 1:3 21:25, 18:25, 25:17, 21:25        | WWK Volleys Herrsching   | 450    | Johannes Tille     |
| 17.10.2020 | 19:30 | United Volleys Frankfurt | 1:3 14:25, 26:24, 20:25, 23:25        | SVG Lüneburg             | 100    | Jannik Pörner      |
| TYDZIEŃ 2  |       |                          |                                       |                          |        |                    |
| 24.10.2020 | 18:00 | Netzhoppers KW-Bestensee | 3:0 25:19, 27:25, 25:19               | United Volleys Frankfurt | 100    | Theo Timmermann    |
| 24.10.2020 | 19:00 | SVG Lüneburg             | 1:3 25:16, 20:25, 25:27, 27:29        | Volleyball Bisons Bühl   | 150    | Tomás López        |
| 24.10.2020 | 19:30 | SWD powervolleys Düren   | 3:0 25:18, 25:18, 25:18               | Helios Grizzlys Giesen   | 90     | Tomáš Kocian       |
| 25.10.2020 | 16:00 | TSV Unterhaching         | 0:3 12:25, 12:25, 13:25               | Berlin Recycling Volleys | 100    | Davy Moraes        |
| TYDZIEŃ 3  |       |                          |                                       |                          |        |                    |
| 31.10.2020 | 19:00 | Helios Grizzlys Giesen   | 3:0 25:14, 25:19, 25:21               | TSV Unterhaching         | 0      | Pearson Eshenko    |
| 31.10.2020 | 19:00 | SVG Lüneburg             | 2:3 23:25, 18:25, 25:18, 26:24, 14:16 | Netzhoppers KW-Bestensee | 0      | Johannes Mönnich   |
| 31.10.2020 | 19:30 | United Volleys Frankfurt | 3:2 25:20, 21:25, 23:25, 25:22, 15:12 | WWK Volleys Herrsching   | 100    | Jochen Schöps      |
| 31.10.2020 | 19:30 | SWD powervolleys Düren   | 3:0 25:20, 25:20, 25:20               | VfB Friedrichshafen      | 0      | Tobias Brand       |
| 31.10.2020 | 20:00 | Volleyball Bisons Bühl   | 3:1 25:22, 25:18, 26:28, 25:22        | Berlin Recycling Volleys | 0      | Tomás López        |
| TYDZIEŃ 4  |       |                          |                                       |                          |        |                    |
| 04.11.2020 | 19:00 | Volleyball Bisons Bühl   | 3:0 25:22, 25:19, 25:20               | TSV Unterhaching         | 0      | Paul Henning       |
| 04.11.2020 | 19:00 | Berlin Recycling Volleys | 3:0 25:15, 25:20, 25:18               | VCO Berlin               | 0      | Julian Zenger      |
| 07.11.2020 | 19:00 | WWK Volleys Herrsching   | 1:3 25:19, 23:25, 16:25, 20:25        | VfB Friedrichshafen      | 0      | Dejan Vinčić       |
| 07.11.2020 | 19:00 | SVG Lüneburg             | 3:0 25:17, 25:20, 25:19               | VCO Berlin               | 0      | Leon Dervisaj      |
| 08.11.2020 | 16:00 | United Volleys Frankfurt | 3:0 25:16, 25:18, 25:14               | TSV Unterhaching         | 0      | Daniel Malescha    |
| TYDZIEŃ 5  |       |                          |                                       |                          |        |                    |
| 13.11.2020 | 18:00 | VCO Berlin               | 0:3 13:25, 15:25, 17:25               | Helios Grizzlys Giesen   | 0      | Stijn van Tilburg  |
| 14.11.2020 | 18:00 | Netzhoppers KW-Bestensee | 1:3 23:25, 25:22, 21:25, 23:25        | Volleyball Bisons Bühl   | 0      | Edvinas Vaškelis   |
| 14.11.2020 | 18:30 | Berlin Recycling Volleys | 3:0 25:15, 25:21, 25:21               | Helios Grizzlys Giesen   | 0      | Timothée Carle     |
| 14.11.2020 | 19:00 | WWK Volleys Herrsching   | 3:0 25:17, 25:17, 33:31               | SVG Lüneburg             | 0      | Johannes Tille     |
| 15.11.2020 | 16:00 | TSV Unterhaching         | 1:3 20:25, 25:20, 18:25, 13:25        | VfB Friedrichshafen      | 0      | Lukas Maase        |
| 15.11.2020 | 16:00 | Netzhoppers KW-Bestensee | 3:0 25:22, 25:13, 25:21               | VCO Berlin               | 0      | Theo Timmermann    |
| 15.11.2020 | 18:00 | SWD powervolleys Düren   | 3:1 25:14, 18:25, 25:16, 25:21        | United Volleys Frankfurt | 0      | Sebastián Gevert   |
| TYDZIEŃ 6  |       |                          |                                       |                          |        |                    |
| 18.11.2020 | 19:00 | Netzhoppers KW-Bestensee | 2:3 25:15, 22:25, 25:22, 17:25, 11:15 | WWK Volleys Herrsching   | 0      | Jori Mantha        |
| 19.11.2020 | 19:00 | VCO Berlin               | 1:3 25:22, 19:25, 23:25, 18:25        | WWK Volleys Herrsching   | 0      | Johannes Tille     |
| 21.11.2020 | 14:00 | VfB Friedrichshafen      | 3:0 26:24, 25:20, 25:22               | Berlin Recycling Volleys | 0      | Martti Juhkami     |
| 21.11.2020 | 19:00 | SVG Lüneburg             | 1:3 20:25, 23:25, 25:22, 23:25        | SWD powervolleys Düren   | 0      | Tim Broshog        |
| 21.11.2020 | 20:00 | Volleyball Bisons Bühl   | 2:3 28:26, 25:17, 19:25, 21:25, 10:15 | Helios Grizzlys Giesen   | 0      | Hauke Wagner       |
| TYDZIEŃ 7  |       |                          |                                       |                          |        |                    |
| 28.11.2020 | 18:00 | Berlin Recycling Volleys | 3:0 25:18, 25:18, 25:17               | United Volleys Frankfurt | 0      | Éder Carbonera     |
| 28.11.2020 | 18:30 | Helios Grizzlys Giesen   | 0:3 28:30, 19:25, 21:25               | VfB Friedrichshafen      | 0      | Lukas Maase        |
| 28.11.2020 | 19:00 | WWK Volleys Herrsching   | 3:1 23:25, 26:24, 29:27, 25:21        | Volleyball Bisons Bühl   | 0      | Johannes Tille     |
| 29.11.2020 | 16:00 | TSV Unterhaching         | 1:3 10:25, 24:26, 25:23, 19:25        | SVG Lüneburg             | 0      | Michel Schlien     |
| 29.11.2020 | 16:00 | VCO Berlin               | 0:3 20:25, 21:25, 18:25               | United Volleys Frankfurt | 0      | Tim Grozer         |
| 29.11.2020 | 18:00 | SWD powervolleys Düren   | 3:2 16:25, 25:16, 19:25, 25:22, 15:13 | Netzhoppers KW-Bestensee | 0      | Lucas Van Berkel   |
| TYDZIEŃ 8  |       |                          |                                       |                          |        |                    |
| 05.12.2020 | 16:00 | VCO Berlin               | 2:3 25:21, 25:18, 20:25, 34:36, 5:15  | TSV Unterhaching         | 0      | Jonas Sagstetter   |
| 05.12.2020 | 19:00 | WWK Volleys Herrsching   | 1:3 22:25, 25:19, 23:25, 21:25        | SWD powervolleys Düren   | 0      | Sebastián Gevert   |
| 05.12.2020 | 19:00 | SVG Lüneburg             | 0:3 17:25, 21:25, 19:25               | Berlin Recycling Volleys | 0      | Benjamin Patch     |
| 06.12.2020 | 16:00 | Netzhoppers KW-Bestensee | 3:0 25:17, 25:20, 25:16               | TSV Unterhaching         | 0      | Byron Keturakis    |
| TYDZIEŃ 9  |       |                          |                                       |                          |        |                    |
| 12.12.2020 | 17:00 | Volleyball Bisons Bühl   | 0:3 21:25, 21:25, 23:25               | SWD powervolleys Düren   | 0      | Tomáš Kocian       |
| 12.12.2020 | 17:30 | VfB Friedrichshafen      | 3:0 25:19, 25:20, 25:21               | United Volleys Frankfurt | 0      | Martti Juhkami     |
| 12.12.2020 | 19:00 | Helios Grizzlys Giesen   | 3:2 25:19, 21:25, 23:25, 25:22, 15:6  | SVG Lüneburg             | 0      | Jacob Kern         |
| 13.12.2020 | 16:00 | TSV Unterhaching         | 0:3 16:25, 15:25, 22:25               | WWK Volleys Herrsching   | 0      | David Wieczorek    |
| 13.12.2020 | 17:00 | Volleyball Bisons Bühl   | 3:1 25:19, 25:20, 22:25, 25:14        | VCO Berlin               | 0      | Mathäus Jurkovics  |
| TYDZIEŃ 10 |       |                          |                                       |                          |        |                    |
| 14.12.2020 | 17:00 | VfB Friedrichshafen      | 3:0 25:20, 25:19, 25:16               | VCO Berlin               | 0      | Rareș Bălean       |
| 16.12.2020 | 17:30 | VfB Friedrichshafen      | 3:0 25:23, 25:21, 25:22               | Volleyball Bisons Bühl   | 0      | Linus Weber        |
| 16.12.2020 | 19:30 | Berlin Recycling Volleys | 3:1 25:17, 25:20, 22:25, 25:18        | Netzhoppers KW-Bestensee | 0      | Éder Carbonera     |
| 19.12.2020 | 19:30 | SWD powervolleys Düren   | 3:1 25:21, 22:25, 25:22, 25:12        | VCO Berlin               | 0      | Sebastián Gevert   |
| 20.12.2020 | 16:00 | WWK Volleys Herrsching   | 0:3 23:25, 25:27, 22:25               | Berlin Recycling Volleys | 0      | Benjamin Patch     |
| 20.12.2020 | 16:00 | United Volleys Frankfurt | 3:1 25:27, 25:23, 25:19, 25:23        | Volleyball Bisons Bühl   | 0      | Daniel Malescha    |
| 20.12.2020 | 18:00 | SWD powervolleys Düren   | 3:0 25:15, 25:10, 25:21               | TSV Unterhaching         | 0      | Eric Burggräf      |
| TYDZIEŃ 11 |       |                          |                                       |                          |        |                    |
| 22.12.2020 | 17:00 | VfB Friedrichshafen      | 3:0 25:20, 25:13, 25:20               | Netzhoppers KW-Bestensee | 0      | Linus Weber        |
| 23.12.2020 | 19:00 | TSV Unterhaching         | 1:3 23:25, 26:24, 19:25, 17:25        | Volleyball Bisons Bühl   | 0      | Florian Ringseis   |
| 27.12.2020 | 18:00 | SWD powervolleys Düren   | 2:3 20:25, 20:25, 27:25, 31:29, 10:15 | Berlin Recycling Volleys | 0      | Timothée Carle     |
| TYDZIEŃ 12 |       |                          |                                       |                          |        |                    |
| 09.01.2021 | 18:30 | Helios Grizzlys Giesen   | 3:2 25:20, 22:25, 25:20, 19:25, 15:10 | SWD powervolleys Düren   | 0      | Stijn van Tilburg  |
| 09.01.2021 | 19:30 | United Volleys Frankfurt | 2:3 22:25, 25:23, 25:27, 26:24, 14:16 | Netzhoppers KW-Bestensee | 0      | Byron Keturakis    |
| 10.01.2021 | 16:00 | United Volleys Frankfurt | 3:0 25:23, 25:20, 25:12               | VCO Berlin               | 0      | Jochen Schöps      |
| TYDZIEŃ 13 |       |                          |                                       |                          |        |                    |
| 13.01.2021 | 17:30 | VfB Friedrichshafen      | 3:1 25:19, 22:25, 25:18, 25:22        | WWK Volleys Herrsching   | 0      | Linus Weber        |
| 13.01.2021 | 19:30 | Berlin Recycling Volleys | 3:0 25:21, 25:8, 25:17                | TSV Unterhaching         | 0      | Anton Brehme       |
| 16.01.2021 | 16:00 | VCO Berlin               | 0:3 20:25, 12:25, 16:25               | Berlin Recycling Volleys | 0      | Pierre Pujol       |
| 16.01.2021 | 18:00 | Netzhoppers KW-Bestensee | 0:3 22:25, 23:25, 22:25               | SVG Lüneburg             | 0      | Jordan Ewert       |
| 16.01.2021 | 19:00 | WWK Volleys Herrsching   | 0:3 26:28, 22:25, 23:25               | United Volleys Frankfurt | 0      | Satoshi Tsuiki     |
| 16.01.2021 | 19:30 | VfB Friedrichshafen      | 3:0 25:23, 25:19, 25:19               | SWD powervolleys Düren   | 0      | Linus Weber        |
| 17.01.2021 | 16:00 | TSV Unterhaching         | 1:3 18:25, 25:19, 14:25, 23:25        | Helios Grizzlys Giesen   | 0      | Stijn van Tilburg  |
| 17.01.2021 | 18:00 | VCO Berlin               | 0:3 21:25, 14:25, 21:25               | SVG Lüneburg             | 0      | Richard Peemüller  |
| TYDZIEŃ 14 |       |                          |                                       |                          |        |                    |
| 21.01.2021 | 19:00 | Volleyball Bisons Bühl   | 0:3 23:25, 23:25, 20:25               | VfB Friedrichshafen      | 0      | Nehemiah Mote      |
| 23.01.2021 | 19:00 | SVG Lüneburg             | 3:2 32:30, 25:15, 22:25, 16:25, 15:12 | WWK Volleys Herrsching   | 0      | Richard Peemüller  |
| 23.01.2021 | 19:00 | Helios Grizzlys Giesen   | 2:3 19:25, 26:24, 17:25, 25:21, 22:24 | Berlin Recycling Volleys | 0      | Timothée Carle     |
| 23.01.2021 | 19:30 | United Volleys Frankfurt | 0:3 20:25, 25:27, 24:26               | SWD powervolleys Düren   | 0      | Tobias Brand       |
| 23.01.2021 | 19:30 | VfB Friedrichshafen      | 3:0 25:23, 25:17, 28:26               | TSV Unterhaching         | 0      | Joseph Worsley     |
| 23.01.2021 | 20:00 | Volleyball Bisons Bühl   | 1:3 25:19, 17:25, 21:25, 22:25        | Netzhoppers KW-Bestensee | 0      | Yannick Goralik    |
| 24.01.2021 | 16:00 | Helios Grizzlys Giesen   | 3:0 25:17, 25:19, 25:13               | VCO Berlin               | 0      | Hauke Wagner       |
| TYDZIEŃ 15 |       |                          |                                       |                          |        |                    |
| 27.01.2021 | 20:00 | Berlin Recycling Volleys | 1:3 22:25, 27:29, 25:23, 22:25        | VfB Friedrichshafen      | 0      | Linus Weber        |
| 28.01.2021 | 19:30 | United Volleys Frankfurt | 3:2 25:20, 30:32, 25:19, 22:25, 15:11 | Helios Grizzlys Giesen   | 0      | Jochen Schöps      |
| 29.01.2021 | 15:00 | VCO Berlin               | 0:3 21:25, 17:25, 23:25               | VfB Friedrichshafen      | 0      | Rareș Bălean       |
| 30.01.2021 | 19:00 | WWK Volleys Herrsching   | 3:0 25:23, 25:19, 25:18               | Netzhoppers KW-Bestensee | 0      | Jalen Penrose      |
| 30.01.2021 | 19:00 | VCO Berlin               | 0:3 22:25, 22:25, 29:31               | Volleyball Bisons Bühl   | 0      | Simon Gallas       |
| 30.01.2021 | 19:30 | SWD powervolleys Düren   | 3:0 25:18, 25:19, 25:21               | SVG Lüneburg             | 0      | Marcin Ernastowicz |
| 31.01.2021 | 16:00 | Berlin Recycling Volleys | 3:0 25:22, 25:19, 25:20               | Volleyball Bisons Bühl   | 0      | Timothée Carle     |
| 31.01.2021 | 16:00 | TSV Unterhaching         | 0:3 21:25, 23:25, 23:25               | United Volleys Frankfurt | 0      | Leon Dervisaj      |
| TYDZIEŃ 16 |       |                          |                                       |                          |        |                    |
| 03.02.2021 | 19:00 | Netzhoppers KW-Bestensee | 3:2 20:25, 23:25, 25:23, 25:23, 16:14 | Helios Grizzlys Giesen   | 0      | Karli Allik        |
| 06.02.2021 | 18:00 | Netzhoppers KW-Bestensee | 0:3 13:25, 21:25, 17:25               | SWD powervolleys Düren   | 0      | Marcin Ernastowicz |
| 06.02.2021 | 19:00 | SVG Lüneburg             | 3:0 25:16, 25:21, 25:19               | TSV Unterhaching         | 0      | William Craft      |
| 06.02.2021 | 19:30 | United Volleys Frankfurt | 3:2 21:25, 20:25, 25:23, 25:23, 15:10 | Berlin Recycling Volleys | 0      | Mario Schmidgall   |
| 06.02.2021 | 20:00 | Volleyball Bisons Bühl   | 0:3 14:25, 24:26, 21:25               | WWK Volleys Herrsching   | 0      | Jori Mantha        |
| 07.02.2021 | 16:00 | VCO Berlin               | 0:3 19:25, 17:25, 18:25               | SWD powervolleys Düren   | 0      | Eric Burggräf      |
| TYDZIEŃ 17 |       |                          |                                       |                          |        |                    |
| 10.02.2021 | 17:00 | SVG Lüneburg             | 3:0 25:21, 25:20, 27:25               | United Volleys Frankfurt | 0      | Jordan Ewert       |
| 13.02.2021 | 16:00 | TSV Unterhaching         | 1:3 22:25, 25:23, 19:25, 17:25        | Netzhoppers KW-Bestensee | 0      | Johannes Mönnich   |
| 13.02.2021 | 19:00 | Helios Grizzlys Giesen   | 2:3 25:23, 18:25, 18:25, 25:20, 20:22 | United Volleys Frankfurt | 0      | Noah Baxpöhler     |
| 13.02.2021 | 19:00 | WWK Volleys Herrsching   | 3:1 25:17, 18:25, 25:16, 25:14        | VCO Berlin               | 0      | Johannes Tille     |
| 14.02.2021 | 16:00 | TSV Unterhaching         | 1:3 26:24, 26:28, 23:25, 20:25        | VCO Berlin               | 0      | Erik Röhrs         |
| TYDZIEŃ 18 |       |                          |                                       |                          |        |                    |
| 17.02.2021 | 19:00 | Helios Grizzlys Giesen   | 1:3 25:22, 20:25, 24:26, 23:25        | Volleyball Bisons Bühl   | 0      | Mathäus Jurkovics  |
| 17.02.2021 | 19:00 | VCO Berlin               | 0:3 20:25, 23:25, 20:25               | Netzhoppers KW-Bestensee | 0      | James Weir         |
| 17.02.2021 | 19:30 | Berlin Recycling Volleys | 3:2 23:25, 19:25, 25:20, 25:19, 16:14 | SVG Lüneburg             | 0      | Anton Brehme       |
| 20.02.2021 | 18:00 | SWD powervolleys Düren   | 3:0 25:18, 25:20, 25:22               | Volleyball Bisons Bühl   | 0      | Eric Burggräf      |
| 20.02.2021 | 18:00 | Netzhoppers KW-Bestensee | 1:3 29:31, 22:25, 25:21, 11:25        | Berlin Recycling Volleys | 0      | Benjamin Patch     |
| 20.02.2021 | 19:00 | SVG Lüneburg             | 3:2 16:25, 25:22, 25:18, 21:25, 15:12 | Helios Grizzlys Giesen   | 0      | Richard Peemüller  |
| 20.02.2021 | 19:00 | WWK Volleys Herrsching   | 3:0 25:20, 25:22, 25:22               | TSV Unterhaching         | 0      | Johannes Tille     |
| TYDZIEŃ 19 |       |                          |                                       |                          |        |                    |
| 24.02.2021 | 19:00 | SWD powervolleys Düren   | 3:0 25:21, 25:19, 27:25               | WWK Volleys Herrsching   | 0      | Lucas Van Berkel   |
| 25.02.2021 | 19:00 | Volleyball Bisons Bühl   | 0:3 19:25, 17:25, 19:25               | SVG Lüneburg             | 0      | Jordan Ewert       |
| 25.02.2021 | 19:30 | VfB Friedrichshafen      | 3:2 25:22, 26:28, 25:23, 23:25, 15:12 | Helios Grizzlys Giesen   | 0      | Linus Weber        |
| 27.02.2021 | 16:00 | TSV Unterhaching         | 0:3 32:34, 19:25, 18:25               | SWD powervolleys Düren   | 0      | Michael Andrei     |
| 27.02.2021 | 19:00 | SVG Lüneburg             | 1:3 22:25, 24:26, 25:18, 17:25        | VfB Friedrichshafen      | 0      | Joseph Worsley     |
| 27.02.2021 | 19:00 | WWK Volleys Herrsching   | 3:0 27:25, 25:21, 30:28               | Helios Grizzlys Giesen   | 0      | Jori Mantha        |
| TYDZIEŃ 20 |       |                          |                                       |                          |        |                    |
| 03.03.2021 | 19:30 | United Volleys Frankfurt | 2:3 25:19, 23:25, 23:25, 25:19, 15:17 | VfB Friedrichshafen      | 0      | Nicolas Maréchal   |
| 06.03.2021 | 19:00 | Berlin Recycling Volleys | 3:2 25:23, 25:22, 23:25, 29:31, 15:11 | WWK Volleys Herrsching   | 0      | Renan Michelucci   |
| 06.03.2021 | 19:00 | Helios Grizzlys Giesen   | 1:3 25:23, 19:25, 25:27, 23:25        | Netzhoppers KW-Bestensee | 0      | Theo Timmermann    |
| 06.03.2021 | 19:00 | VfB Friedrichshafen      | 3:2 25:21, 23:25, 25:23, 22:25, 15:9  | SVG Lüneburg             | 0      | Marcus Böhme       |
| 06.03.2021 | 19:00 | Volleyball Bisons Bühl   | 3:1 25:23, 25:20, 20:25, 25:20        | United Volleys Frankfurt | 0      | Tomás López        |

### Tabela
| Lp. | Drużyna                  | Pkt | Mecze | Mecze | Mecze | Rodzaj wyniku | Rodzaj wyniku | Rodzaj wyniku | Rodzaj wyniku | Rodzaj wyniku | Rodzaj wyniku | Sety | Sety | Sety  | Małe punkty | Małe punkty | Małe punkty |
| Lp. | Drużyna                  | Pkt | M     | W     | P     | 3:0           | 3:1           | 3:2           | 2:3           | 1:3           | 0:3           | wyg. | prz. | stos. | zdob.       | str.        | stos.       |
| --- | ------------------------ | --- | ----- | ----- | ----- | ------------- | ------------- | ------------- | ------------- | ------------- | ------------- | ---- | ---- | ----- | ----------- | ----------- | ----------- |
| 1   | VfB Friedrichshafen      | 54  | 20    | 19    | 1     | 11            | 5             | 3             | 0             | 0             | 1             | 57   | 14   | 4.07  | 1705        | 1513        | 1.13        |
| 2   | SWD powervolleys Düren   | 49  | 20    | 16    | 4     | 11            | 4             | 1             | 2             | 0             | 2             | 52   | 18   | 2.89  | 1650        | 1465        | 1.13        |
| 3   | Berlin Recycling Volleys | 45  | 20    | 16    | 4     | 10            | 2             | 4             | 1             | 2             | 1             | 52   | 22   | 2.36  | 1772        | 1527        | 1.16        |
| 4   | WWK Volleys Herrsching   | 35  | 20    | 11    | 9     | 6             | 4             | 1             | 3             | 3             | 3             | 42   | 33   | 1.27  | 1741        | 1667        | 1.04        |
| 5   | SVG Lüneburg             | 32  | 20    | 10    | 10    | 6             | 2             | 2             | 4             | 3             | 3             | 41   | 36   | 1.14  | 1727        | 1682        | 1.03        |
| 6   | Netzhoppers KW-Bestensee | 29  | 20    | 10    | 10    | 4             | 3             | 3             | 2             | 3             | 5             | 37   | 39   | 0.95  | 1681        | 1696        | 0.99        |
| 7   | United Volleys Frankfurt | 28  | 20    | 10    | 10    | 5             | 1             | 4             | 2             | 3             | 5             | 37   | 39   | 0.95  | 1706        | 1704        | 1           |
| 8   | Volleyball Bisons Bühl   | 28  | 20    | 9     | 11    | 2             | 7             | 0             | 1             | 3             | 7             | 32   | 40   | 0.8   | 1649        | 1687        | 0.98        |
| 9   | Helios Grizzlys Giesen   | 24  | 20    | 7     | 13    | 3             | 1             | 3             | 6             | 3             | 4             | 36   | 46   | 0.78  | 1808        | 1806        | 1           |
| 10  | VCO Berlin               | 4   | 20    | 1     | 19    | 0             | 1             | 0             | 1             | 4             | 14            | 9    | 58   | 0.16  | 1309        | 1650        | 0.79        |
| 11  | TSV Unterhaching         | 2   | 20    | 1     | 19    | 0             | 0             | 1             | 0             | 6             | 13            | 9    | 59   | 0.15  | 1332        | 1683        | 0.79        |

Źródło: Volleyball-Bundesliga (niem.)
Punktacja: 3:0 i 3:1 – 3 pkt; 3:2 – 2 pkt; 2:3 – 1 pkt; 1:3 i 0:3 – 0 pkt
Zasady ustalania kolejności: 1. liczba punktów; 2. liczba zwycięstw; 3. stosunek setów; 4. stosunek małych punktów; 5. bilans w bezpośrednich meczach
     Faza play-off

## Faza play-off

### Drabinka
|  |              |                          |              |                          |              |   |   |                        |                     |           |           |           |  |  |        |        |        |        |        |        |        |
|  | Ćwierćfinały | Ćwierćfinały             | Ćwierćfinały | Ćwierćfinały             | Ćwierćfinały |   |   | Półfinały              | Półfinały           | Półfinały | Półfinały | Półfinały |  |  | Finały | Finały | Finały | Finały | Finały | Finały | Finały |
|  | Ćwierćfinały | Ćwierćfinały             | Ćwierćfinały | Ćwierćfinały             | Ćwierćfinały |   |   | Półfinały              | Półfinały           | Półfinały | Półfinały | Półfinały |  |  | Finały | Finały | Finały | Finały | Finały | Finały | Finały |
|  |              |                          |              |                          |              |   |   |                        |                     |           |           |           |  |  |        |        |        |        |        |        |        |
|  |              |                          |              |                          |              |   |   |                        |                     |           |           |           |  |  |        |        |        |        |        |        |        |
|  | 1            | VfB Friedrichshafen      | 2            | 3                        | 3            |   |   |                        |                     |           |           |           |  |  |        |        |        |        |        |        |        |
|  | 1            | VfB Friedrichshafen      | 2            | 3                        | 3            |   |   |                        |                     |           |           |           |  |  |        |        |        |        |        |        |        |
|  | 8            | Volleyball Bisons Bühl   | 3            | 0                        | 1            |   |   |                        |                     |           |           |           |  |  |        |        |        |        |        |        |        |
|  | 8            | Volleyball Bisons Bühl   | 3            | 0                        | 1            |   |   | 1                      | VfB Friedrichshafen | 3         | 3         |           |  |  |        |        |        |        |        |        |        |
|  |              |                          |              |                          |              |   |   | 1                      | VfB Friedrichshafen | 3         | 3         |           |  |  |        |        |        |        |        |        |        |
|  |              |                          | 5            | SVG Lüneburg             | 2            | 2 |   |                        |                     |           |           |           |  |  |        |        |        |        |        |        |        |
|  | 4            | WWK Volleys Herrsching   | 5            | SVG Lüneburg             | 2            | 2 | 2 | 2                      |                     |           |           |           |  |  |        |        |        |        |        |        |        |
|  | 4            | WWK Volleys Herrsching   |              |                          |              |   |   |                        |                     |           |           |           |  |  |        |        |        |        |        |        |        |
|  | 5            | SVG Lüneburg             | 3            | 3                        |              |   |   |                        |                     |           |           |           |  |  |        |        |        |        |        |        |        |
|  | 5            | SVG Lüneburg             | 3            | 3                        |              |   | 1 | VfB Friedrichshafen    | 2                   | 0         | 0         |           |  |  |        |        |        |        |        |        |        |
|  |              |                          |              |                          |              |   |   |                        |                     |           |           |           |  |  |        |        |        |        |        |        |        |
|  |              |                          | 3            | Berlin Recycling Volleys | 3            | 3 | 3 |                        |                     |           |           |           |  |  |        |        |        |        |        |        |        |
|  | 2            | SWD powervolleys Düren   | 3            | Berlin Recycling Volleys | 3            | 3 | 3 | 3                      | 3                   |           |           |           |  |  |        |        |        |        |        |        |        |
|  | 2            | SWD powervolleys Düren   |              |                          |              |   |   |                        |                     |           |           |           |  |  |        |        |        |        |        |        |        |
|  | 7            | United Volleys Frankfurt | 1            | 0                        |              |   |   |                        |                     |           |           |           |  |  |        |        |        |        |        |        |        |
|  | 7            | United Volleys Frankfurt | 1            | 0                        |              |   | 2 | SWD powervolleys Düren | 3                   | 1         | 1         |           |  |  |        |        |        |        |        |        |        |
|  |              |                          |              |                          |              |   | 2 | SWD powervolleys Düren | 3                   | 1         | 1         |           |  |  |        |        |        |        |        |        |        |
|  |              |                          | 3            | Berlin Recycling Volleys | 1            | 3 | 3 |                        |                     |           |           |           |  |  |        |        |        |        |        |        |        |
|  | 3            | Berlin Recycling Volleys | 3            | Berlin Recycling Volleys | 1            | 3 | 3 | 3                      | 3                   |           |           |           |  |  |        |        |        |        |        |        |        |
|  | 3            | Berlin Recycling Volleys |              |                          |              |   |   |                        |                     |           |           |           |  |  |        |        |        |        |        |        |        |
|  | 6            | Netzhoppers KW-Bestensee | 0            | 0                        |              |   |   |                        |                     |           |           |           |  |  |        |        |        |        |        |        |        |
|  | 6            | Netzhoppers KW-Bestensee | 0            | 0                        |              |   |   |                        |                     |           |           |           |  |  |        |        |        |        |        |        |        |

### Ćwierćfinały
(do dwóch zwycięstw)
| Data                         | Godz.                        | Gospodarz                    | Rezultat                                | Gość                         | Widzów                       | MVP                          |
| ---------------------------- | ---------------------------- | ---------------------------- | --------------------------------------- | ---------------------------- | ---------------------------- | ---------------------------- |
| VfB Friedrichshafen (1)      | VfB Friedrichshafen (1)      | VfB Friedrichshafen (1)      | 2 – 1                                   | (8) Volleyball Bisons Bühl   | (8) Volleyball Bisons Bühl   | (8) Volleyball Bisons Bühl   |
| 10.03.2021                   | 19:00                        | Volleyball Bisons Bühl       | 3:2 (17:25, 25:21, 25:21, 20:25, 15:13) | VfB Friedrichshafen          | 0                            | Simon Gallas                 |
| 13.03.2021                   | 18:00                        | VfB Friedrichshafen          | 3:0 (25:17, 25:21, 25:18)               | Volleyball Bisons Bühl       | 0                            | Martti Juhkami               |
| 14.03.2021                   | 19:30                        | VfB Friedrichshafen          | 3:1 (25:21, 23:25, 25:23, 25:22)        | Volleyball Bisons Bühl       | 0                            | Dejan Vinčić                 |
| SWD powervolleys Düren (2)   | SWD powervolleys Düren (2)   | SWD powervolleys Düren (2)   | 2 – 0                                   | (7) United Volleys Frankfurt | (7) United Volleys Frankfurt | (7) United Volleys Frankfurt |
| 10.03.2021                   | 19:30                        | United Volleys Frankfurt     | 1:3 (20:25, 28:26, 19:25, 16:25)        | SWD powervolleys Düren       | 0                            | Tomáš Kocian                 |
| 14.03.2021                   | 18:00                        | SWD powervolleys Düren       | 3:0 (25:19, 30:28, 25:19)               | United Volleys Frankfurt     | 0                            | Blair Bann                   |
| Berlin Recycling Volleys (3) | Berlin Recycling Volleys (3) | Berlin Recycling Volleys (3) | 2 – 0                                   | (6) Netzhoppers KW-Bestensee | (6) Netzhoppers KW-Bestensee | (6) Netzhoppers KW-Bestensee |
| 10.03.2021                   | 19:00                        | Netzhoppers KW-Bestensee     | 0:3 (16:25, 21:25, 20:25)               | Berlin Recycling Volleys     | 0                            | Timothée Carle               |
| 16.03.2021                   | 19:30                        | Berlin Recycling Volleys     | 3:0 (25:22, 25:14, 25:21)               | Netzhoppers KW-Bestensee     | 0                            | Siergiej Grankin             |
| WWK Volleys Herrsching (4)   | WWK Volleys Herrsching (4)   | WWK Volleys Herrsching (4)   | 0 – 2                                   | (5) SVG Lüneburg             | (5) SVG Lüneburg             | (5) SVG Lüneburg             |
| 10.03.2021                   | 19:00                        | SVG Lüneburg                 | 3:2 (25:21, 21:25, 25:21, 17:25, 16:14) | WWK Volleys Herrsching       | 0                            | Gijs van Solkema             |
| 13.03.2021                   | 19:00                        | WWK Volleys Herrsching       | 2:3 (21:25, 28:26, 22:25, 25:19, 13:15) | SVG Lüneburg                 | 0                            | Florian Krage                |

### Półfinały
(do dwóch zwycięstw)
| Data                       | Godz.                      | Gospodarz                  | Rezultat                                | Gość                         | Widzów                       | MVP                          |
| -------------------------- | -------------------------- | -------------------------- | --------------------------------------- | ---------------------------- | ---------------------------- | ---------------------------- |
| VfB Friedrichshafen (1)    | VfB Friedrichshafen (1)    | VfB Friedrichshafen (1)    | 2 – 0                                   | (5) SVG Lüneburg             | (5) SVG Lüneburg             | (5) SVG Lüneburg             |
| 21.03.2021                 | 18:00                      | VfB Friedrichshafen        | 3:2 (17:25, 23:25, 25:20, 25:19, 15:9)  | SVG Lüneburg                 | 0                            | Joseph Worsley               |
| 25.03.2021                 | 19:00                      | SVG Lüneburg               | 2:3 (20:25, 26:24, 20:25, 25:18, 11:15) | VfB Friedrichshafen          | 0                            | Linus Weber                  |
| SWD powervolleys Düren (2) | SWD powervolleys Düren (2) | SWD powervolleys Düren (2) | 1 – 2                                   | (3) Berlin Recycling Volleys | (3) Berlin Recycling Volleys | (3) Berlin Recycling Volleys |
| 20.03.2021                 | 16:00                      | SWD powervolleys Düren     | 3:1 (25:17, 25:18, 20:25, 25:21)        | Berlin Recycling Volleys     | 0                            | Sebastián Gevert             |
| 24.03.2021                 | 19:30                      | Berlin Recycling Volleys   | 3:1 (25:22, 25:20, 24:26, 29:27)        | SWD powervolleys Düren       | 0                            | Julian Zenger                |
| 27.03.2021                 | 19:30                      | SWD powervolleys Düren     | 1:3 (25:27, 21:25, 25:22, 25:27)        | Berlin Recycling Volleys     | 0                            | Éder Carbonera               |

### Finały
(do trzech zwycięstw)
| Data                    | Godz.                   | Gospodarz                | Rezultat                                | Gość                         | Widzów                       | MVP                          |
| ----------------------- | ----------------------- | ------------------------ | --------------------------------------- | ---------------------------- | ---------------------------- | ---------------------------- |
| VfB Friedrichshafen (1) | VfB Friedrichshafen (1) | VfB Friedrichshafen (1)  | 0 – 3                                   | (3) Berlin Recycling Volleys | (3) Berlin Recycling Volleys | (3) Berlin Recycling Volleys |
| 08.04.2021              | 18:00                   | VfB Friedrichshafen      | 2:3 (25:18, 25:20, 21:25, 19:25, 17:19) | Berlin Recycling Volleys     | 0                            | Benjamin Patch               |
| 11.04.2021              | 17:00                   | Berlin Recycling Volleys | 3:0 (25:22, 25:17, 25:23)               | VfB Friedrichshafen          | 0                            | Éder Carbonera               |
| 15.04.2021              | 18:00                   | VfB Friedrichshafen      | 0:3 (21:25, 18:25, 21:25)               | Berlin Recycling Volleys     | 0                            | Benjamin Patch               |

## Klasyfikacja końcowa
| Poz.  | Drużyna                  |
| ----- | ------------------------ |
| 1.    | Berlin Recycling Volleys |
| 2.    | VfB Friedrichshafen      |
| 3.    | SVG Lüneburg             |
| 3.    | SWD powervolleys Düren   |
| 5.    | WWK Volleys Herrsching   |
| 6.    | Netzhoppers KW-Bestensee |
| 7.    | United Volleys Frankfurt |
| 8.    | Volleyball Bisons Bühl   |
| 9.    | Helios Grizzlys Giesen   |
| (10.) | VCO Berlin               |
| 11.   | TSV Unterhaching         |

## Statystyki

### Najlepsi zawodnicy meczów
| Zawodnik           | Liczba nagród MVP | Liczba nagród MVP | Liczba nagród MVP |
| Zawodnik           | Gold              | Silber            | Razem             |
| ------------------ | ----------------- | ----------------- | ----------------- |
| Linus Weber        | 8                 | 4                 | 12                |
| Johannes Tille     | 6                 | 3                 | 9                 |
| Benjamin Patch     | 5                 | 1                 | 6                 |
| Timothée Carle     | 5                 | 0                 | 5                 |
| Sebastián Gevert   | 4                 | 1                 | 5                 |
| Éder Carbonera     | 4                 | 0                 | 4                 |
| Jori Mantha        | 3                 | 3                 | 6                 |
| Richard Peemüller  | 3                 | 3                 | 6                 |
| Jochen Schöps      | 3                 | 3                 | 6                 |
| Stijn van Tilburg  | 3                 | 3                 | 6                 |
| Jordan Ewert       | 3                 | 2                 | 5                 |
| Tomáš Kocian       | 3                 | 2                 | 5                 |
| Tomás López        | 3                 | 2                 | 5                 |
| Theo Timmermann    | 3                 | 1                 | 4                 |
| Eric Burggräf      | 3                 | 0                 | 3                 |
| Martti Juhkami     | 3                 | 0                 | 3                 |
| Joseph Worsley     | 3                 | 0                 | 3                 |
| Julian Zenger      | 3                 | 0                 | 3                 |
| Hauke Wagner       | 2                 | 4                 | 6                 |
| Daniel Malescha    | 2                 | 3                 | 5                 |
| Simon Gallas       | 2                 | 2                 | 4                 |
| Anton Brehme       | 2                 | 1                 | 3                 |
| Marcin Ernastowicz | 2                 | 1                 | 3                 |
| Mathäus Jurkovics  | 2                 | 1                 | 3                 |
| Byron Keturakis    | 2                 | 1                 | 3                 |
| Lucas Van Berkel   | 2                 | 1                 | 3                 |
| Rareș Bălean       | 2                 | 0                 | 2                 |
| Tobias Brand       | 2                 | 0                 | 2                 |
| Leon Dervisaj      | 2                 | 0                 | 2                 |
| Lukas Maase        | 2                 | 0                 | 2                 |
| Johannes Mönnich   | 2                 | 0                 | 2                 |
| Dejan Vinčić       | 2                 | 0                 | 2                 |
| Erik Röhrs         | 1                 | 5                 | 6                 |
| Jonas Sagstetter   | 1                 | 5                 | 6                 |
| Karli Allik        | 1                 | 4                 | 5                 |
| Pearson Eshenko    | 1                 | 3                 | 4                 |
| Satoshi Tsuiki     | 1                 | 3                 | 4                 |
| Florian Krage      | 1                 | 2                 | 3                 |
| Jalen Penrose      | 1                 | 2                 | 3                 |
| Florian Ringseis   | 1                 | 2                 | 3                 |
| Noah Baxpöhler     | 1                 | 1                 | 2                 |
| Tim Broshog        | 1                 | 1                 | 2                 |
| Siergiej Grankin   | 1                 | 1                 | 2                 |
| Tim Grozer         | 1                 | 1                 | 2                 |
| Paul Henning       | 1                 | 1                 | 2                 |
| Nehemiah Mote      | 1                 | 1                 | 2                 |
| Pierre Pujol       | 1                 | 1                 | 2                 |
| Jannik Pörner      | 1                 | 1                 | 2                 |
| James Weir         | 1                 | 1                 | 2                 |

| Zawodnik            | Liczba nagród MVP | Liczba nagród MVP | Liczba nagród MVP |
| Zawodnik            | Gold              | Silber            | Razem             |
| ------------------- | ----------------- | ----------------- | ----------------- |
| Michael Andrei      | 1                 | 0                 | 1                 |
| Blair Bann          | 1                 | 0                 | 1                 |
| Marcus Böhme        | 1                 | 0                 | 1                 |
| William Craft       | 1                 | 0                 | 1                 |
| Yannick Goralik     | 1                 | 0                 | 1                 |
| Jacob Kern          | 1                 | 0                 | 1                 |
| Nicolas Maréchal    | 1                 | 0                 | 1                 |
| Renan Michelucci    | 1                 | 0                 | 1                 |
| Davy Moraes         | 1                 | 0                 | 1                 |
| Michel Schlien      | 1                 | 0                 | 1                 |
| Mario Schmidgall    | 1                 | 0                 | 1                 |
| Gijs van Solkema    | 1                 | 0                 | 1                 |
| Edvinas Vaškelis    | 1                 | 0                 | 1                 |
| David Wieczorek     | 1                 | 0                 | 1                 |
| Filip John          | 0                 | 11                | 11                |
| Leonard Graven      | 0                 | 5                 | 5                 |
| Fabian Suck         | 0                 | 3                 | 3                 |
| Simeon Topuzliew    | 0                 | 3                 | 3                 |
| Luuc van der Ent    | 0                 | 3                 | 3                 |
| Milorad Kapur       | 0                 | 2                 | 2                 |
| Viktor Lindberg     | 0                 | 2                 | 2                 |
| Kamil Ratajczak     | 0                 | 2                 | 2                 |
| Benedikt Sagstetter | 0                 | 2                 | 2                 |
| Max Schulz          | 0                 | 2                 | 2                 |
| Tim Stöhr           | 0                 | 2                 | 2                 |
| Dirk Westphal       | 0                 | 2                 | 2                 |
| Jannik Brentel      | 0                 | 1                 | 1                 |
| Moritz Eckardt      | 0                 | 1                 | 1                 |
| Hannes Gerken       | 0                 | 1                 | 1                 |
| Franz Hüther        | 0                 | 1                 | 1                 |
| Cody Kessel         | 0                 | 1                 | 1                 |
| Niklas Kronthaler   | 0                 | 1                 | 1                 |
| Anton Menner        | 0                 | 1                 | 1                 |
| Juro Petrusic       | 0                 | 1                 | 1                 |
| Dalton Solbrig      | 0                 | 1                 | 1                 |
| Alpár Szabó         | 0                 | 1                 | 1                 |
| Stefan Thiel        | 0                 | 1                 | 1                 |